# City-Hof

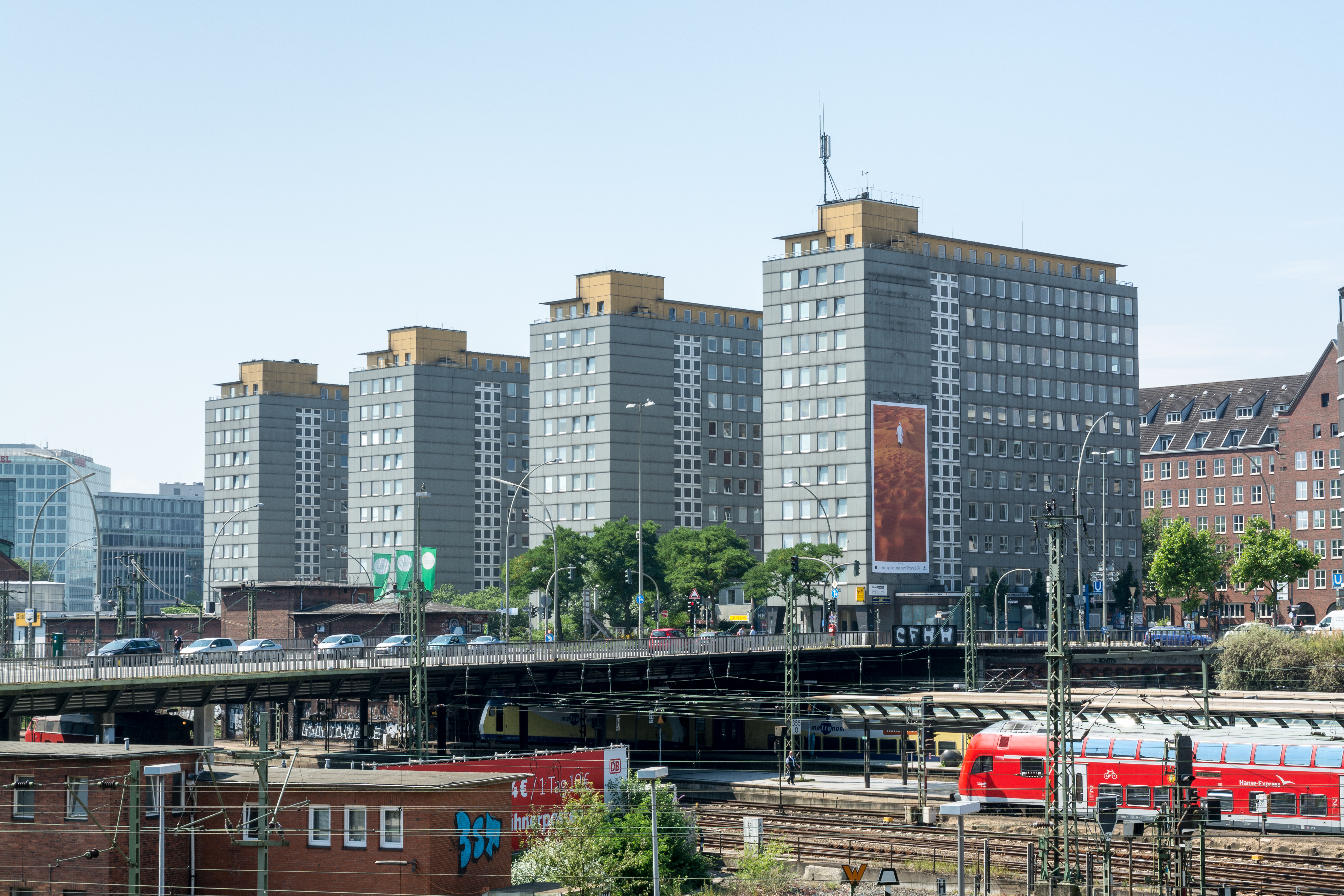
Hochhausgruppe City-Hof im Jahr 2016, Ansicht von Nordosten (Altmannbrücke/Hauptbahnhof)

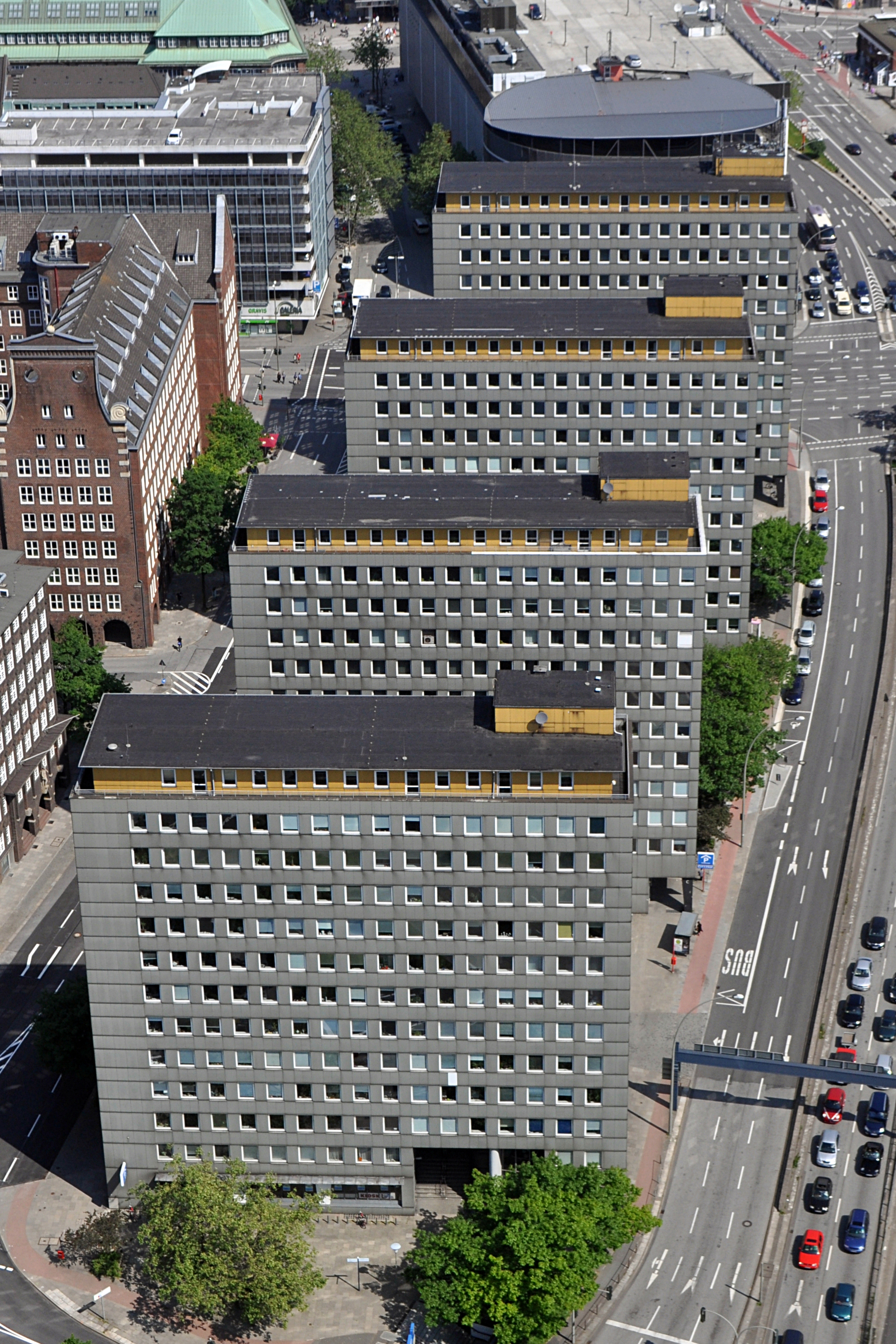
Luftbild vom City-Hof (Juni 2013)

Der City-Hof war ein 1958 fertig gestellter Hochhauskomplex des Architekten Rudolf Klophaus am Klosterwall in Hamburg. Ab April 2019 wurden sie abgerissen und die Baufirma August Prien plante einen neuen Gebäudekomplex an der Stelle zu bauen.
Das City-Hof Ensemble bestand aus vier dreizehngeschossigen, senkrecht zur Straße gestellten Hochausscheiben, die durch einen gemeinsamen ein- bis zweigeschossigen Sockelbau mit Ladenpassage verbunden waren. Die Anlage gehörte zu den ersten Hochhäusern, die nach dem Zweiten Weltkrieg in Hamburg errichtet wurden. Der City-Hof war ein typischer Bau der internationalen Nachkriegsmoderne. Ursprünglich mit einer hellen Keramikfassade ausgestattet, wurde das Gebäude in den 1970er-Jahren mit grauen Faserzementplatten verkleidet. Das Grundstück befindet sich seit 2006 im Eigentum der Freien und Hansestadt Hamburg. Hauptmieter des City-Hofs war seit seiner Fertigstellung das Bezirksamt Hamburg-Mitte, nach dessen Umzug im Mai 2017 das Gebäude jedoch in Hinblick auf die zu diesem Zeitpunkt bereits geplante Neuentwicklung des Areals leer stand. Im März 2018 wurde die bauordnungsrechtliche Abrissgenehmigung für den Gebäudekomplex erteilt, im März 2019 folgte die denkmalschutzrechtliche Abrissgenehmigung, die Arbeiten zum Abbruch begannen kurze Zeit später im April 2019.

## Lage und Umgebung
Der Komplex befand sich am Klosterwall 2–8 im Stadtteil Hamburg-Altstadt. Das Areal liegt auf dem Geesthang am Rand des Elbe-Urstromtals und ist daher von einer verhältnismäßig starken Steigung geprägt. Westlich grenzt das Gebiet an das Kontorhausviertel, nördlich an die Mönckebergstraße, östlich an die Bahnanlagen des Hauptbahnhofes und südlich an die Speicherstadt bzw. HafenCity.

## Entstehungsgeschichte

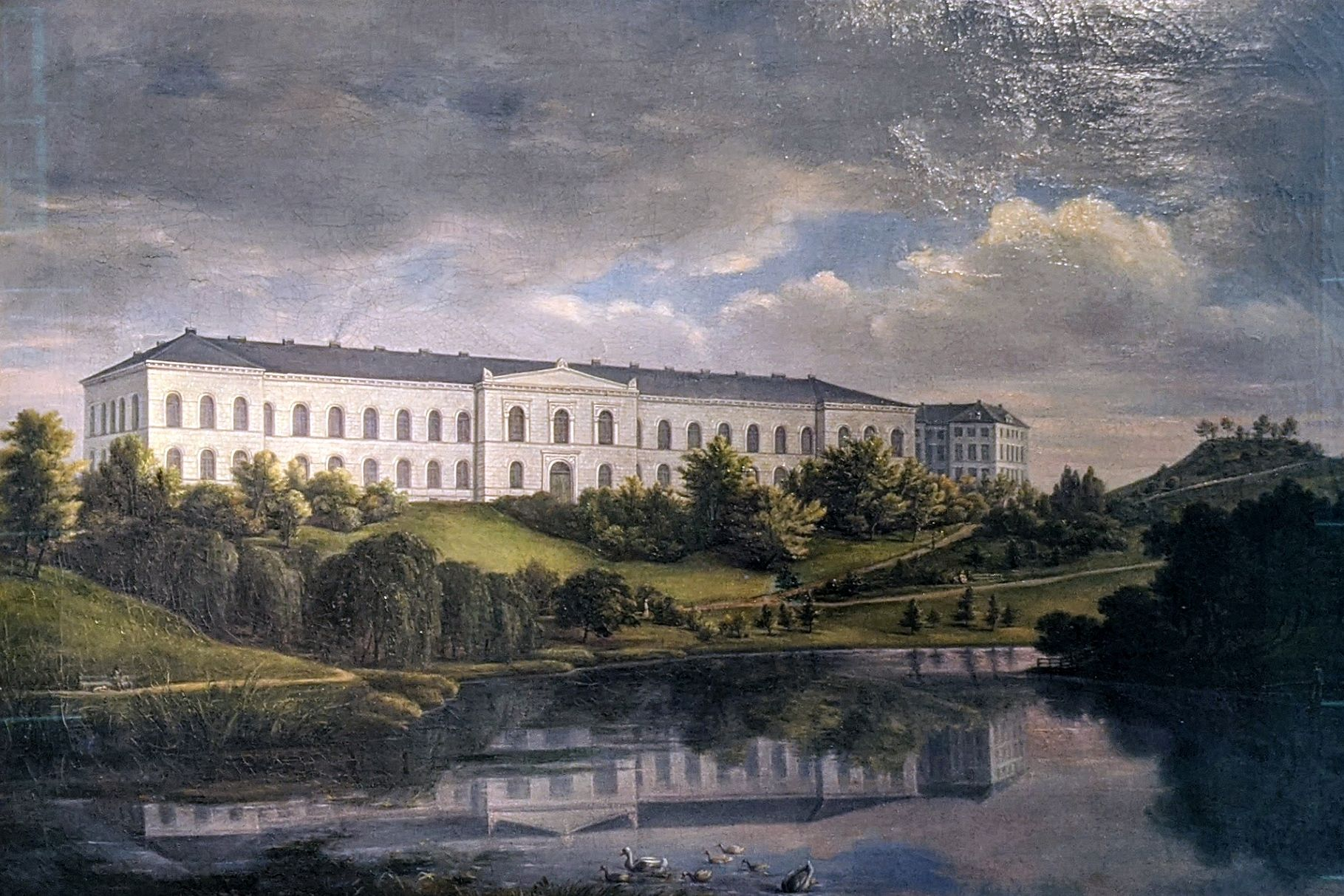
Johanniskloster am Klosterwall, Gemälde von Johann Joachim Faber 1839

Das Gelände des späteren City-Hofs bildete ursprünglich den südöstlichen Abschnitt der Hamburger Wallanlagen. Nach deren Entfestigung wurde hier 1837 vom damaligen Baudirektor Carl Ludwig Wimmel ein Neubau für das zuvor beim heutigen Rathausmarkt gelegene Kloster St. Johannis errichtet. Die Straßennamen Klosterwall und Johanniswall erinnern an das frühere Kloster. Nach dem Bau des Hauptbahnhofes erwarb die Freie und Hansestadt Hamburg 1911 das nunmehr zentral gelegene Areal und plante hier – in unmittelbarer Nachbarschaft zum Kontorhausviertel – ab 1924 den Bau eines „Messehauses“, der jedoch aufgrund der Weltwirtschaftskrise nie realisiert wurde. Die eingereichten Wettbewerbsentwürfe – unter anderem von Fritz Höger und Rudolf Klophaus – sahen jedoch schon damals Hochhäuser an dieser Stelle vor. In der NS-Zeit begann Klophaus an derselben Stelle mit dem Bau einer monumentalen Verwaltungszentrale für die Hamburger Hochbahn, der jedoch wegen des Zweiten Weltkrieges nicht fertiggestellt wurde.
Nach Kriegsende wurde der unvollendete Hochbahn-Bau abgebrochen und 1952 – unter dem neuen Oberbaudirektor Werner Hebebrand – die Planung zur Bebauung des Areals erneut aufgenommen. Den Auftrag bekam wiederum Klophaus, der bereits mehrere Bauten im benachbarten Kontorhausviertel (Mohlenhof, Reichenhof, Altstädter Hof, Bartholomayhaus) entworfen hatte.
Über die Bauzeit des Gebäudekomplexes existieren unterschiedliche Angaben, die sich im Zeitraum Mitte der 1950er-Jahre bis Ende der 1950er-Jahre bewegen. Rudolf Klophaus erlebte die Fertigstellung der City-Hof-Hochhäuser nicht mehr. Er starb unerwartet am 3. Juli 1957. Sein damaliger Bürochef Hans Jochem vollendete das Bauvorhaben, das 1958 fertiggestellt wurde.

## Architektur
Die Pläne von Rudolf Klophaus griffen teilweise die Entwürfe anderer Teilnehmer des Messehaus-Wettbewerbs auf. Anders als in den Planungen der 1920er Jahre, die alle einen massiven Gebäuderiegel in Blockrandbebauung vorsahen, entschied sich Klophaus offenbar in Abstimmung mit Hebebrand nunmehr jedoch für vier quergestellte Hochhausscheiben, die „an den Schmalseiten auf charakteristisch nach unten verjüngten Stützen aufgeständert (waren), unter denen die Eingänge liegen.“ Verbunden waren sie im Erdgeschoss durch eine Ladenpassage, die ursprünglich auch von der Steinstraße aus zu erreichen war, im Zuge von Umbaumaßnahmen zur Jahrtausendwende allerdings verschlossen wurde. Im Inneren der Gebäude befanden sich außerdem eine Kegelbahn und eine Tiefgarage.
Im Ursprungszustand waren die Häuser mit weißen Keramikplatten, sogenannten Leca-Platten, verkleidet und besaßen Schwingfenster aus rötlichem Holz. Die Intention des Architekten war eine Anknüpfung „an die fortschrittliche Architektur der Hamburger zwanziger Jahre“ und die Schaffung eines Kontrasts zum Kontorhausviertel.
In den 1970er-Jahren wurden optische Veränderungen am Gebäudekomplex vorgenommen: 1972 wurden die hölzernen Schwingfenster durch weiße Kunststofffenster ersetzt, 1977 wurden über den durch die Witterung beschädigten Keramik-Platten der Fassaden Eternit-Platten angebracht.

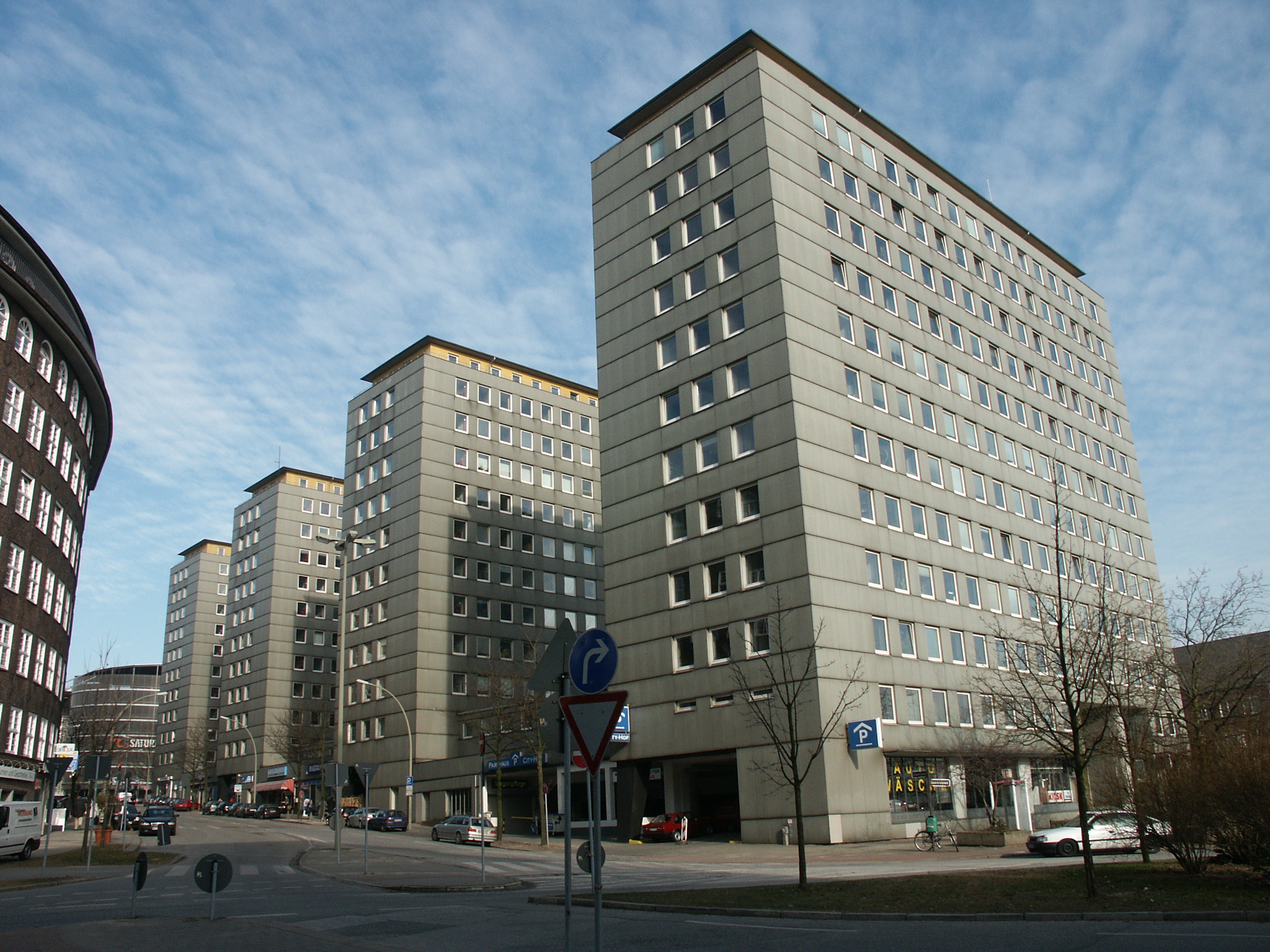
Rückwärtige Ansicht von Südwesten (Burchardstraße / Johanniswall)
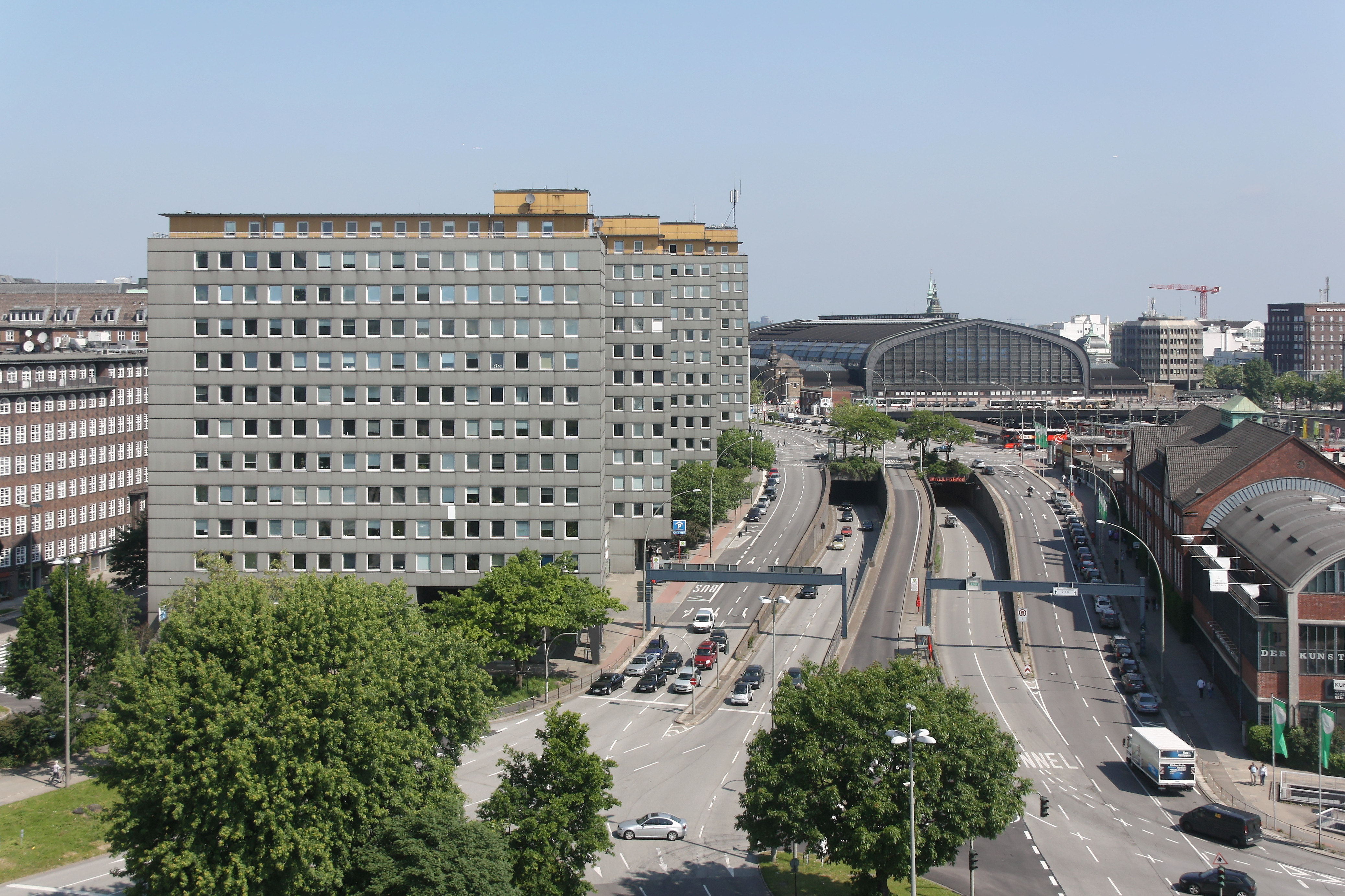
Ansicht von Südosten (Deichtorplatz)
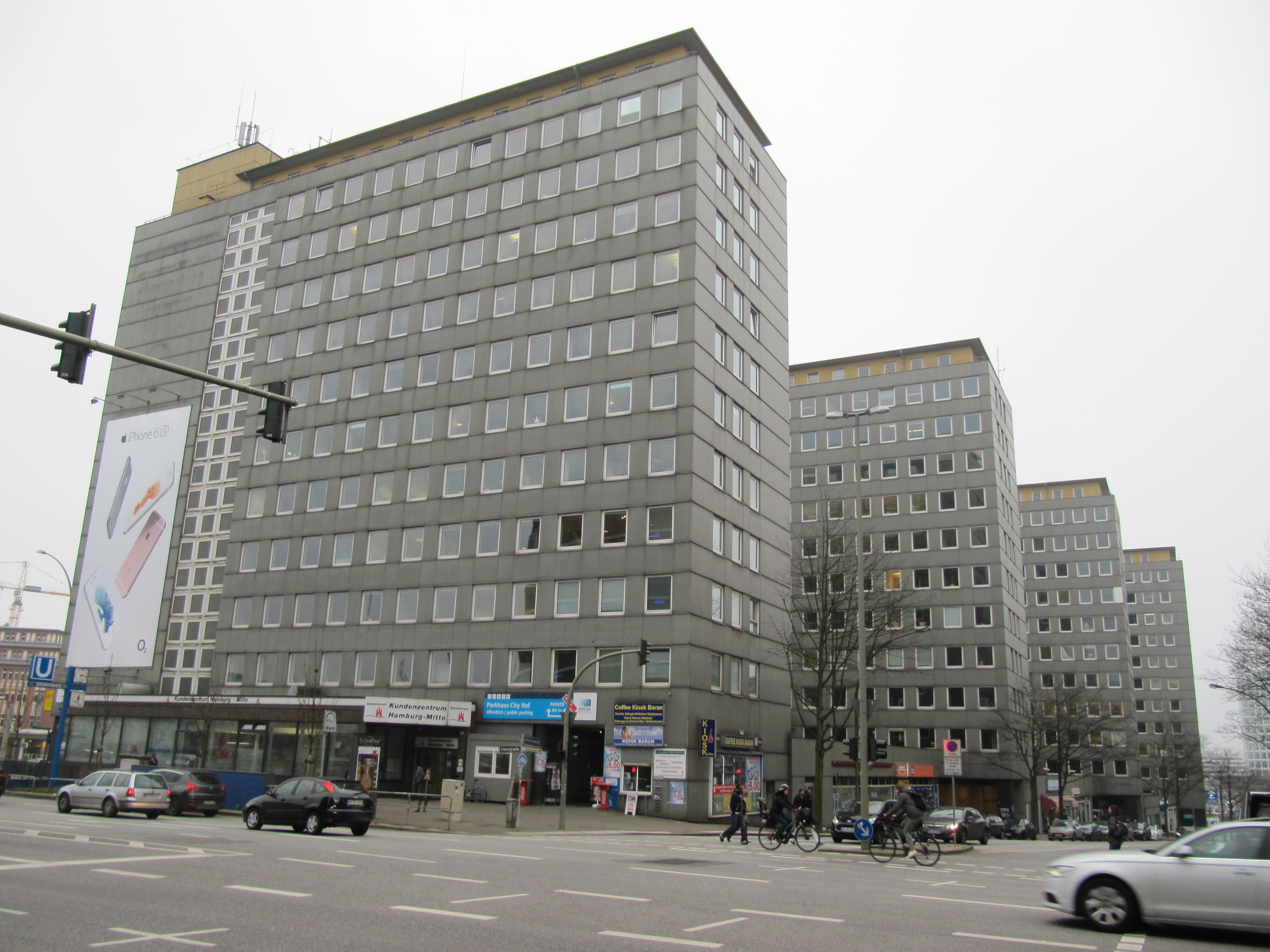
Ansicht von Norden (Steinstraße)
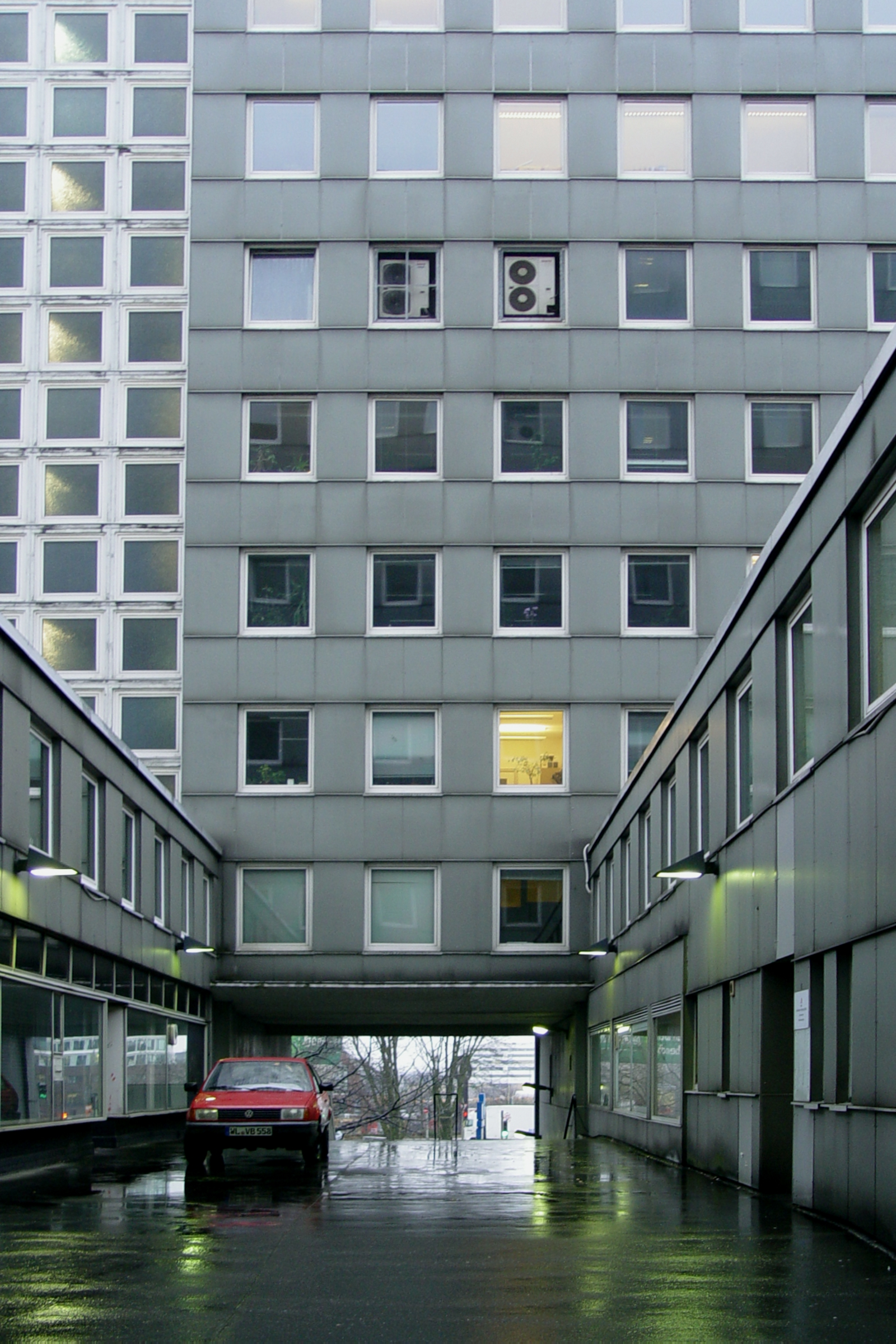
Innenhof
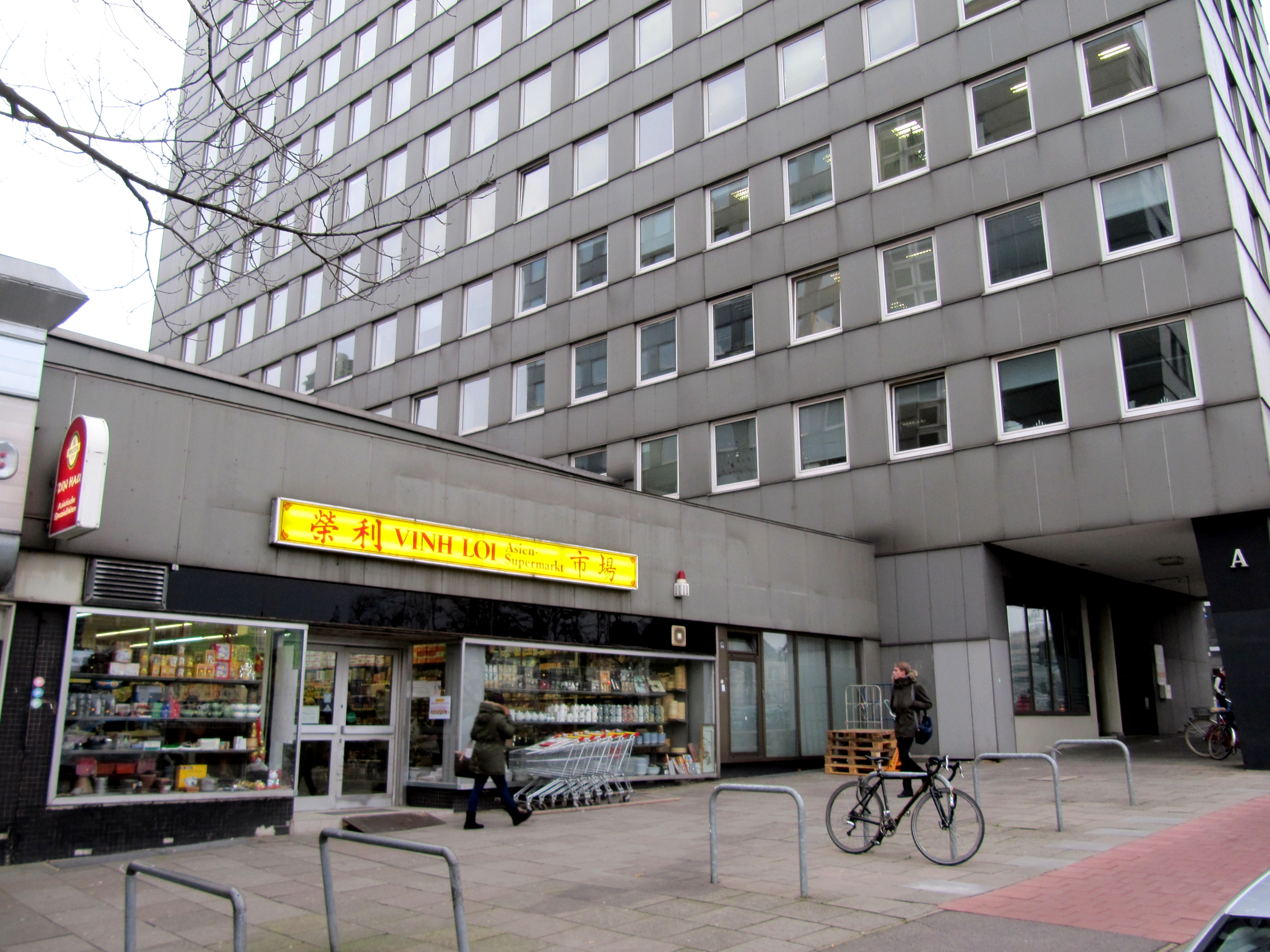
Sockelbau am Gebäudekomplex

## Kunst am Bau

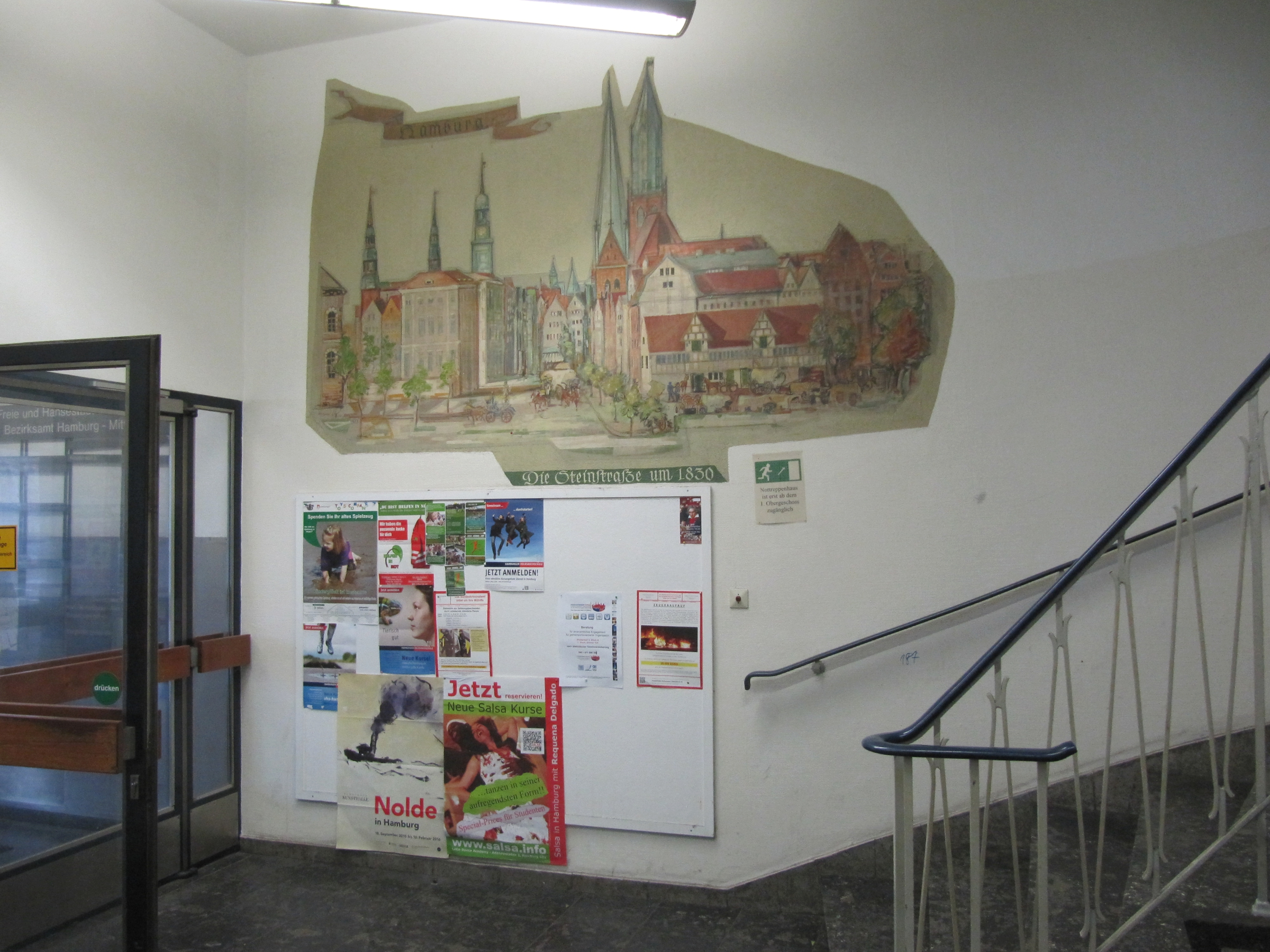
Steinstraße um 1830 im Block A

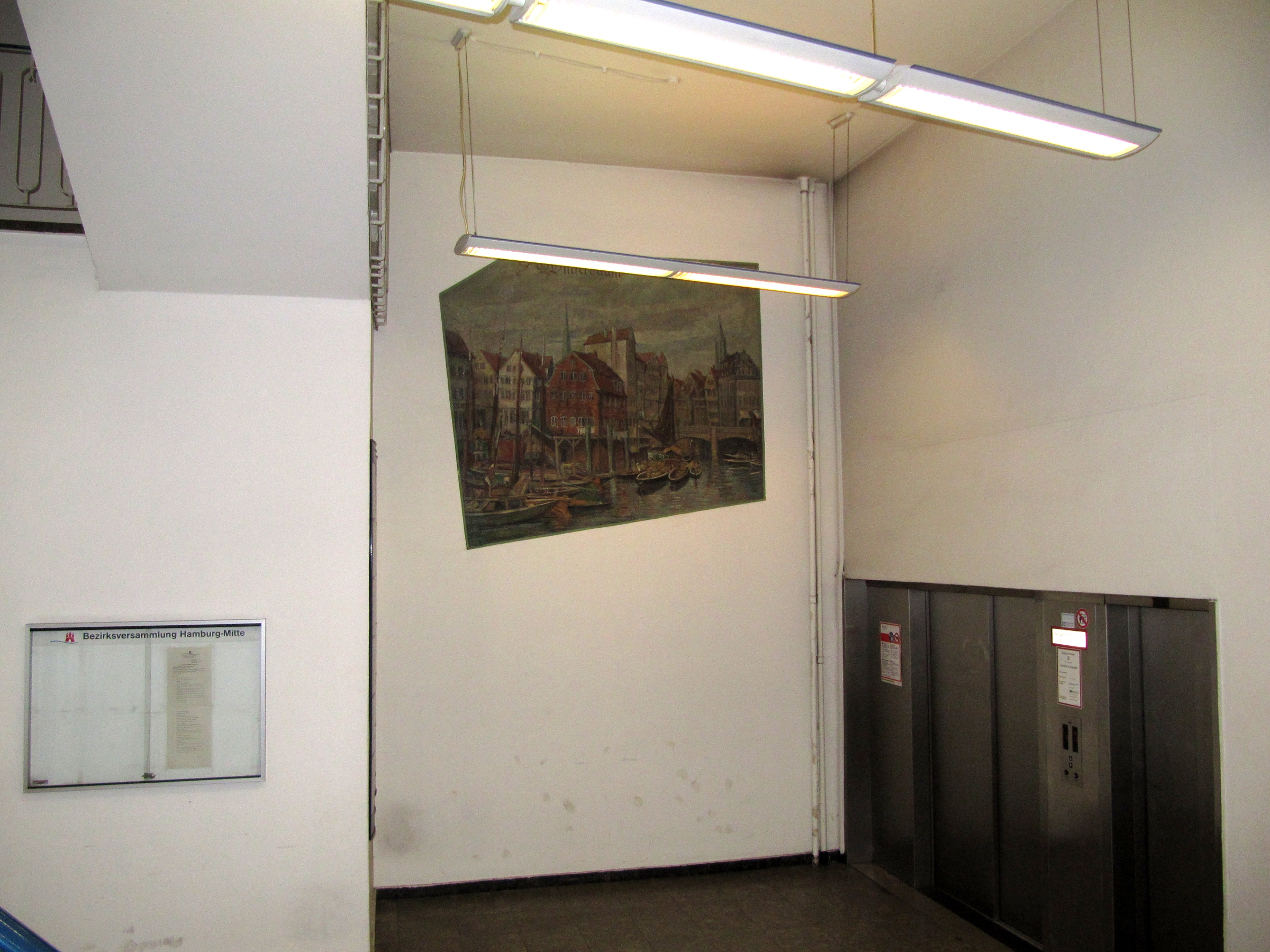
Winserbaum im Block B

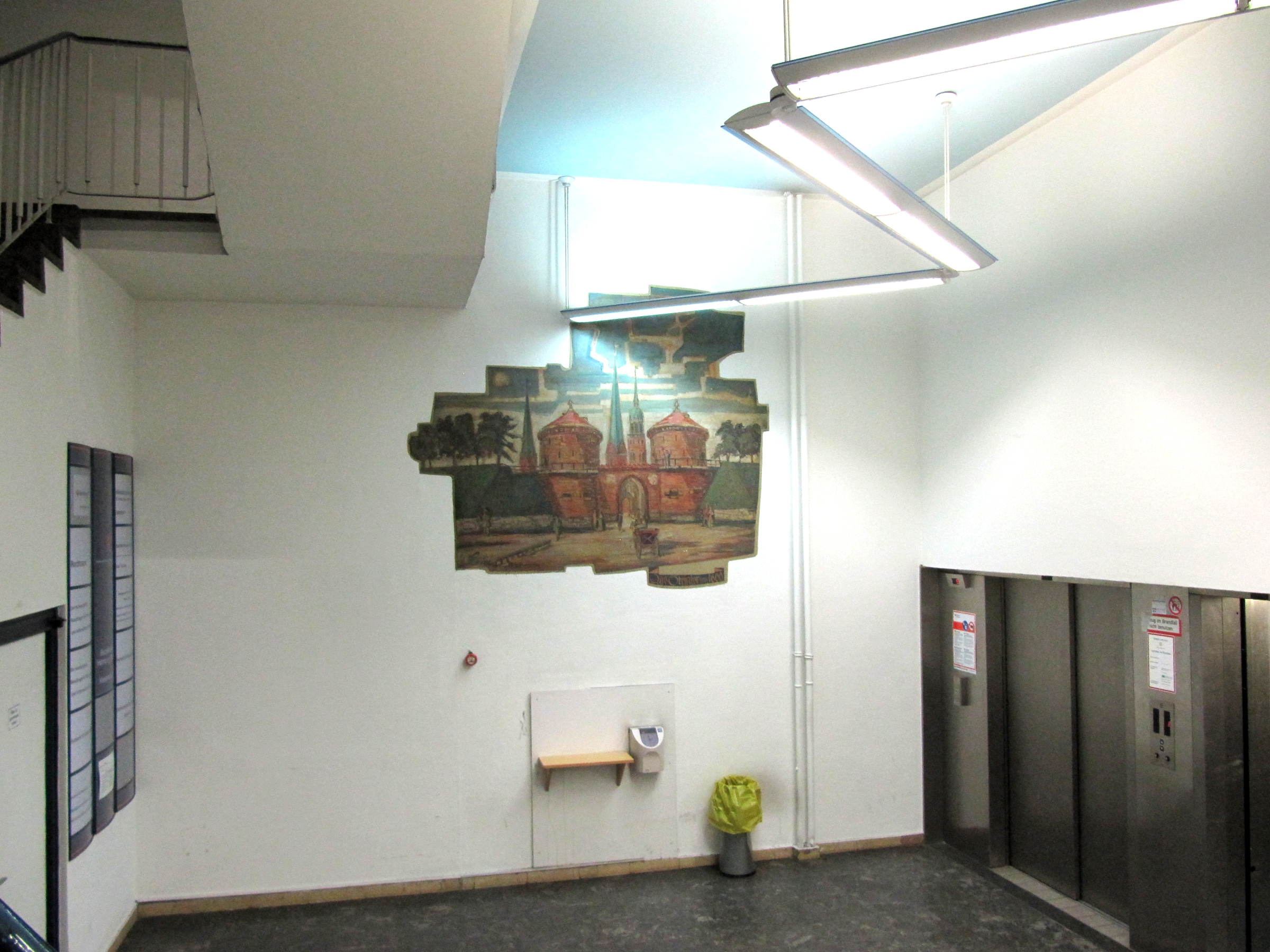
Steintor um 1600 im Block C

An den Wänden in den Foyers der Blocks A, B und C befanden sich jeweils Wandmalereien, die 1956/1957 dort aufgebracht wurden. Ob sich im Foyer des Blocks D, das den Haupteingang zum Bezirksamt Hamburg-Mitte bildete und mehrfach stark umgebaut wurde (zuletzt 2000), ursprünglich ebenfalls ein Wandbildnis befand, ist ungeklärt. Die Darstellungen historischer Ansichten Hamburgs (in Anlehnung an bekannte Motive z. B. der Gebrüder Suhr) waren jeweils signiert mit „Fr[iedrich?]. Reimer“ und der entsprechenden Jahreszahl. In Block A befand sich eine Darstellung der Steinstraße um 1830 (1956), in Block B eine undatierte Darstellung des Winserbaums (1956), einer historischen Sperre der östlichen Hafenzufahrt in Höhe des heutigen Meßbergs. In Block C befand sich eine Darstellung des Steintors um 1600 (1957).

## Diskussion um den Abriss
Der City-Hof stand seit Mai 2013 unter Denkmalschutz, jedoch wurde seine Erhaltenswürdigkeit von verschiedenen Teilen von Politik, Verwaltung und Öffentlichkeit unterschiedlich beurteilt. Unter anderen gehörte der damalige Oberbaudirektor Jörn Walter zu den entschiedenen Unterstützern einer Neuentwicklung des City-Hof-Areals aus städtebaulichem Interesse.
Akute Relevanz gewann die Diskussion um den Umgang mit der Bestandssubstanz nach der Entscheidung zur Verlegung des Bezirksamts Hamburg-Mitte in das ehemalige Verlagsgebäude des Axel-Springer-Verlages. Die Freie und Hansestadt schrieb das City-Hof-Areal zunächst sowohl für Konzepte aus, die eine Umnutzung des Bestandes als auch eine Neubebauung der Fläche vorsahen, wobei letzteres – vor allem im Feuilleton, aber auch auf Deutschlandfunk Kultur und im Regionalfernsehen – zu zahlreichen Diskussionen sowie zur Gründung einer Initiative zum Erhalt des City-Hofs führte.
Im Rahmen der Ausschreibung legte das Hamburger Architekturbüro Gerkan, Marg und Partner (gmp) einen Entwurf vor, der den Erhalt und die Sanierung und weitgehende Umwandlung in Wohnungen vorsah und „im Jury-Entscheid klar auf Platz eins lag“. Nach einer nachträglichen Änderung der Ausschreibungsbedingungen wurde der Beitrag von gmp jedoch disqualifiziert und der Zuschlag stattdessen dem Hamburger Bauunternehmen August Prien erteilt, dessen Konzept für die Fläche den Abriss der Bestandsbauten vorsieht. Die Zustimmung zum Verkauf durch den Senat erfolgte am 31. März 2016. Im Januar 2018 wurden verschiedenartige Änderungen an den Bauplänen veröffentlicht. Am 30. Mai 2018 beschloss die Bürgerschaft eine umfangreiche Akteneinsicht zum Verfahren. Jörg Haspel, Präsident des Deutschen Nationalkomitees von ICOMOS, schrieb im August 2018 in einem Beschwerdebrief, Hamburg drohe durch den Abriss ein „erheblicher Glaubwürdigkeitsverlust“. Ebenfalls im August 2018 besuchten zwei Expertinnen des UNESCO-Fachgremiums ICOMOS International im Rahmen einer Beratungsmission Hamburg und führten Gespräche mit Behörden und Abrissgegnern aus der Zivilgesellschaft. Im Zuge der Akteneinsicht wurde zeitgleich bekannt, dass 2013 Finanzsenator Peter Tschentscher, seit 2018 Erster Bürgermeister Hamburgs, persönlich den City-Hof-Abriss trotz Denkmalschutz betrieben hatte – obwohl sich der Senat im gerade verabschiedeten Denkmalgesetz zum vorbildlichen Umgang mit den Denkmälern im öffentlichen Besitz verpflichtet hatte. Am 27. November 2018 erklärte der Senat in einer Pressemitteilung, dass die UNESCO durch den Abriss keine Beeinträchtigung des Wertes der Welterbestätte sehe. Der Weltdenkmalrat ICOMOS widersprach dieser Darstellung des Senats noch am selben Tag und erklärte, dass er lediglich erklärt habe, dass derzeit keine Pläne bestehen, dieses Projekt dem Welterbekomitee vorzustellen. „Diese Vereinbarung an sich bedeutet nicht das Fehlen negativer Auswirkungen, sondern vielmehr, dass das Problem auf nationaler Ebene gelöst werden sollte.“

## Ausschreibung für Grundstücksneubebauung
August Prien hat in Abstimmung mit der Freien und Hansestadt einen internationalen, beschränkten, zweiphasigen, städtebaulich-architektonischen Realisierungswettbewerb zur Neubebauung ausgeschrieben. In der ersten Wettbewerbsphase hatten insgesamt 29 Büros städtebauliche Entwürfe vorgelegt. Eine vollständige Liste der teilnehmenden Büros wurde bislang nicht veröffentlicht, bekannt sind jedoch die internationalen Büros Studio Libeskind und Steven Holl Architects, beide New York City, und Rafael Moneo aus Madrid sowie die Hamburger Büros Störmer Murphy and Partners, Blauraum Architekten und MRLV Architekten.
Sieben Büros wurden für die zweite Wettbewerbsphase ausgewählt, um bis Ende März 2017 eine hochbauliche Vertiefung zu erarbeiten, die abschließende Preisgerichtssitzung wurde für den 27. April 2017 angesetzt. Die Entwürfe der zweiten Wettbewerbsphase sollten der Öffentlichkeit am 1. Juni 2017 vorgestellt werden. In den Projektdaten sind als Preisrichter genannt: Bodo Hafke, Prof. Marcel Meili, Prof. Manfred Ortner, Fritz Schumacher, Prof. Jörn Walter, Prof. Gesine Weinmiller. Projektbetreuer ist die D&K drost consult GmbH, Hamburg.
Am 2. Juni 2017 gab die Jury unter Vorsitz von Fritz Schumacher die Entscheidung bekannt. Sieger ist die Einreichung des Hamburger Architektürbüros KPW Papay Warncke und Partner. Dieser Entwurf plant einen Abriss der City-Hochhäuser und die Errichtung eines dreiteiligen Gebäuderiegels, in welchem neben einem Hotel mit 200 Zimmern auch Büros und Wohnungen vorgesehen sind. Im Erdgeschoss sollen sich Läden, Galerien, Gastronomie und eine Kita befinden. An der Grundstücksgrenze Klosterwall ist der Bau über 8 Etagen, an der Grundstücksgrenze Johanniswall über 5 Etagen geplant. In die Neugestaltung des Areals ist auch ein Teil des Bürogebäudes des Heinrich Bauer-Verlags einbezogen. Das Denkmalschutzamt genehmigte der Firma August Prien am 20. März 2019 den Abriss der City-Hochhäuser.

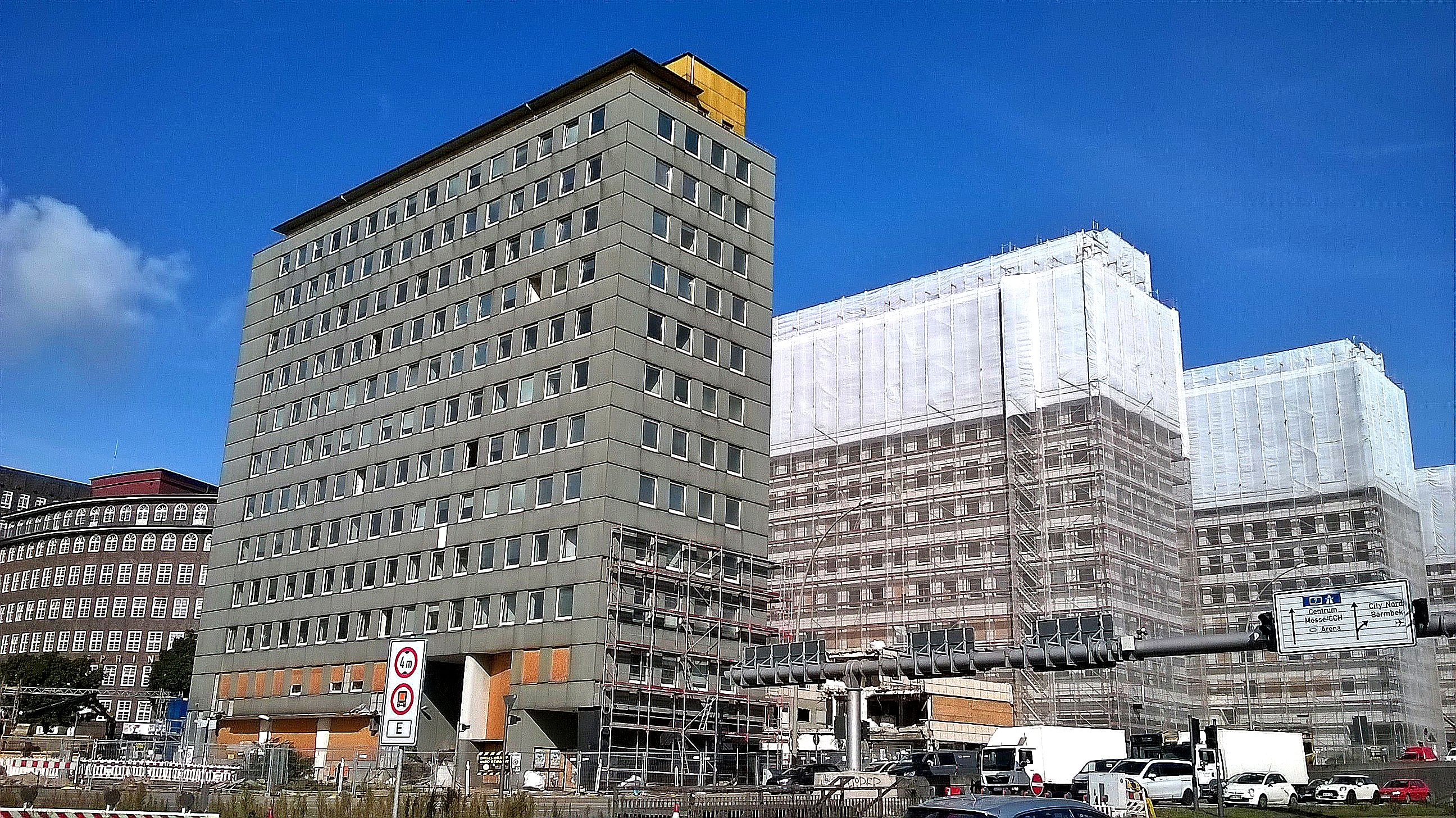
Vorbereitungen zum Abriss, September 2019
Abriss, Januar 2020
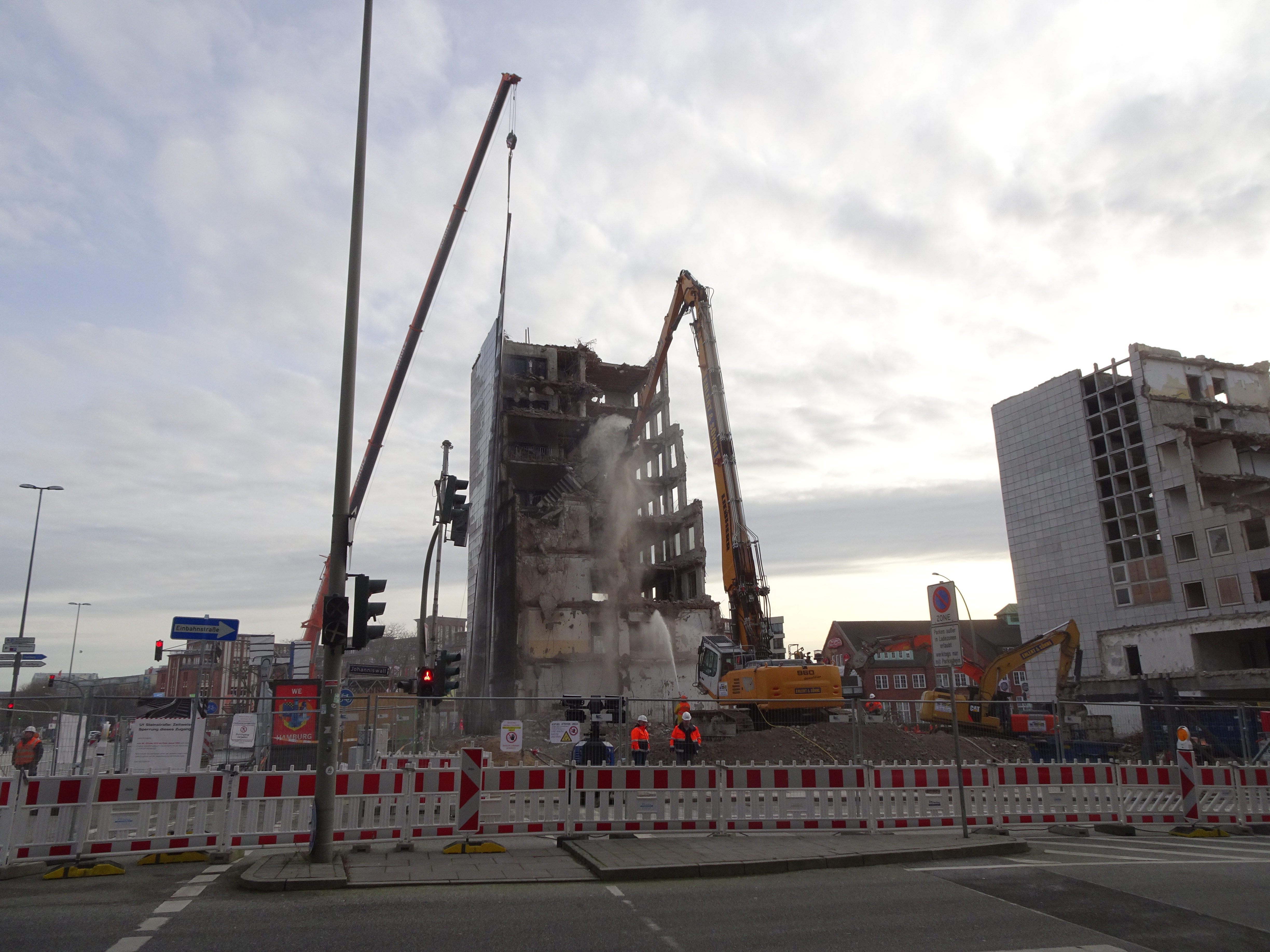
Abriss, Januar 2020
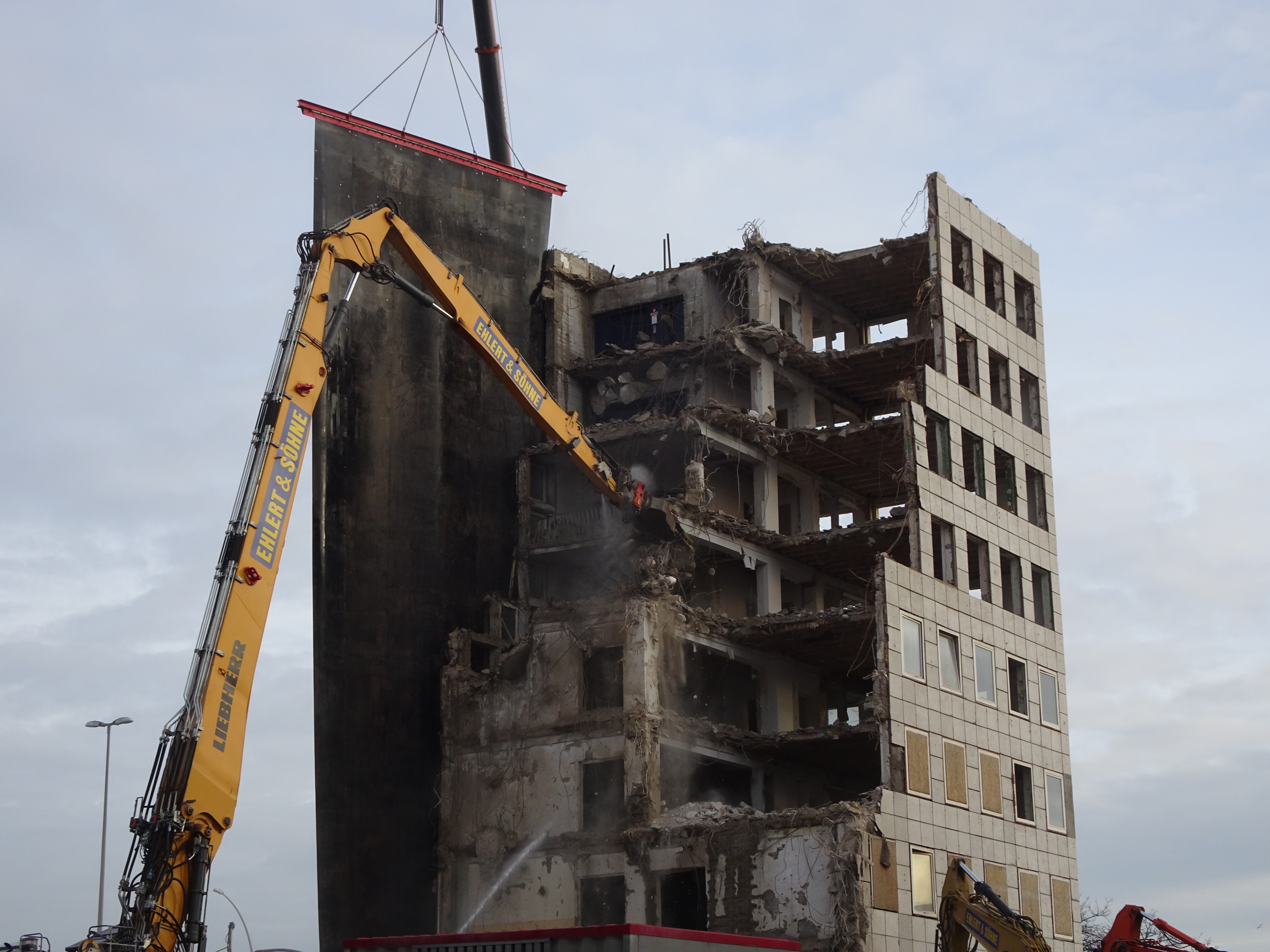
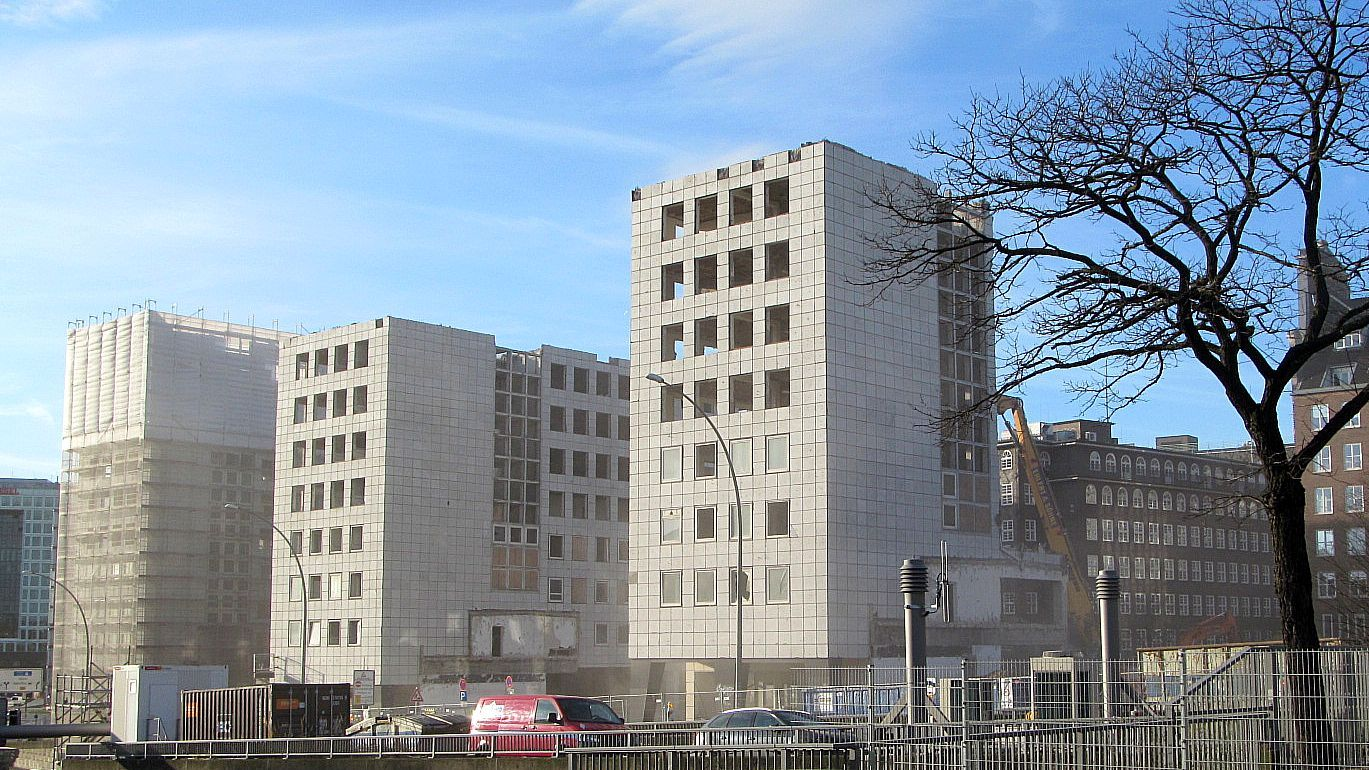